# Charles Henri Schattenmann
Charles Henri Schattenmann (né le 30 décembre 1785 à Landau et mort le 14 mai 1869 à Bouxwiller) est un industriel de la chimie, un agronome et un homme politique alsacien.

## Biographie
Charles Henri Schattenmann est né à Landau, située au nord de Wissembourg, aujourd'hui en Allemagne, mais qui fut une ville alsacienne et une possession française entre 1648 et 1815. Jusqu'à sa mort en 1869, il fut le directeur de l'administration des mines de Bouxwiller, une entreprise spécialisée dans la chimie.
Polygraphe intéressé par diverses questions économiques, il publie en 1842 une brochure prônant l'emploi d'un type de rouleau compresseur dérivé de celui qu'il a vu utiliser notamment à Sarrebruck, engin de taille moyenne qui peut être chargé progressivement de sable ou de cailloux grâce à des caisses aménagées sur son châssis.

## Mort
Il meurt le 14 mai 1869 et est enterré dans la chapelle funéraire située au centre du cimetière luthérien de Bouxwiller (Bas-Rhin). Cette chapelle funéraire fut construite vers 1869-1870 pour les membres de la famille Schattenmann. Les dépouilles sont enterrées dans un caveau situé au centre de la chapelle. L'une des deux dalles commémoratives de la façade indique qu'elle a été érigée en 1869 pour rendre hommage à Charles Henri Schattenmann et à son épouse Christine Jaeger. Dans son testament, Charles Henri Schattenmann lègue dix actions de son entreprise chimique et un terrain. Ce don permettra la construction du bâtiment du lycée de Bouxwiller en 1881-1884. Il a également laissé son nom à un lycée professionnel agricole privé situé à Bouxwiller.

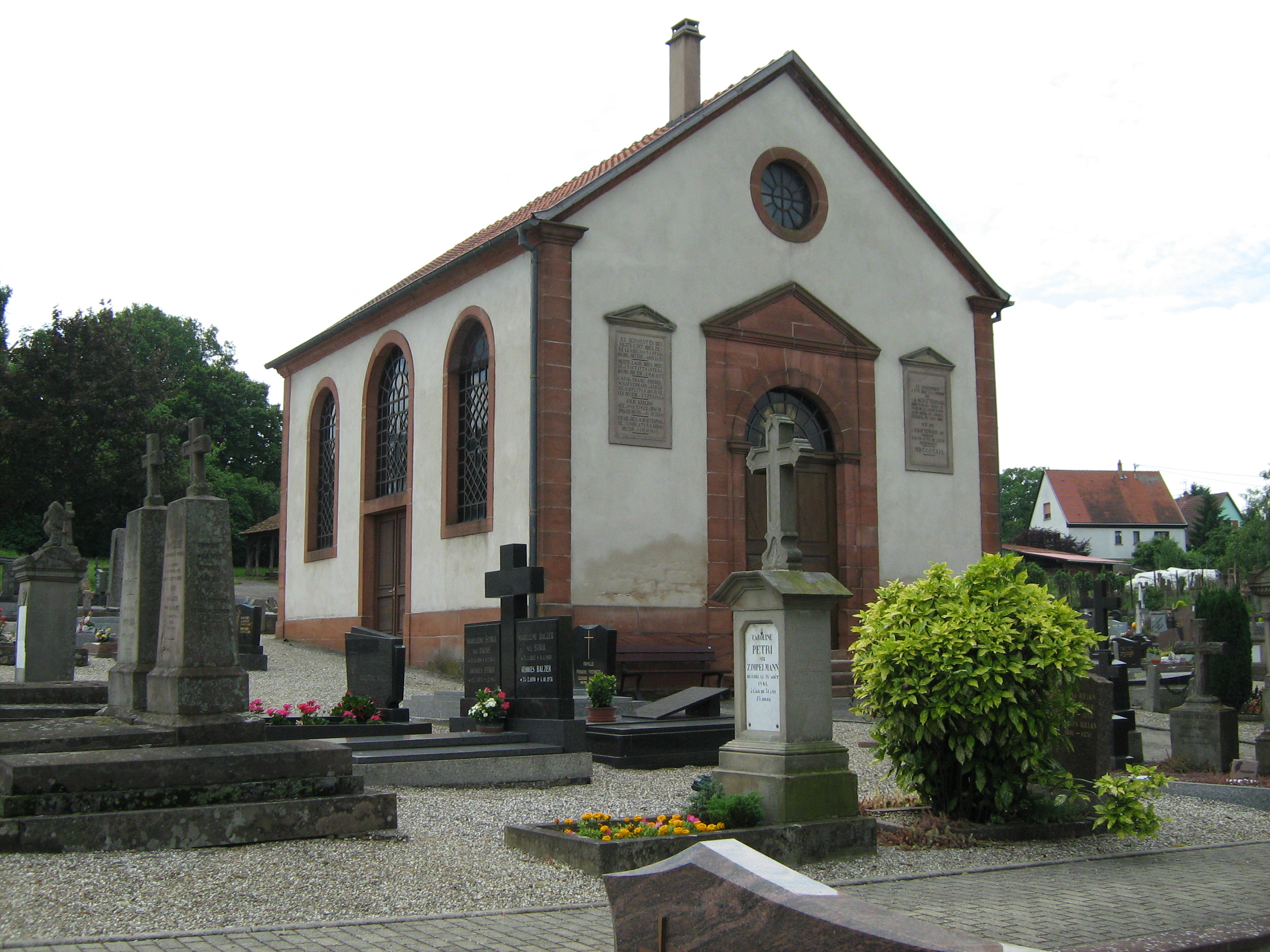
La chapelle Schattenmann.
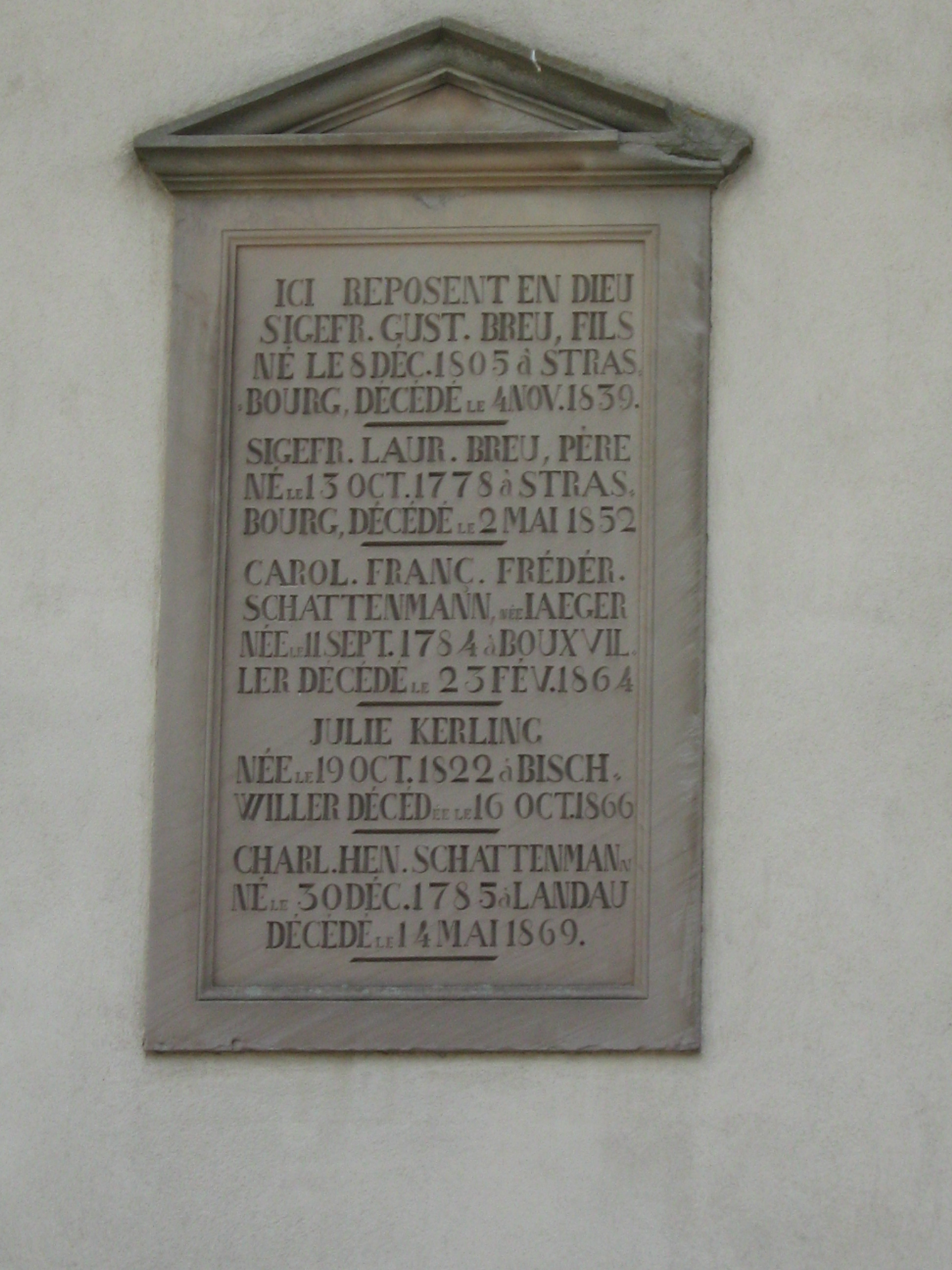
Détail.
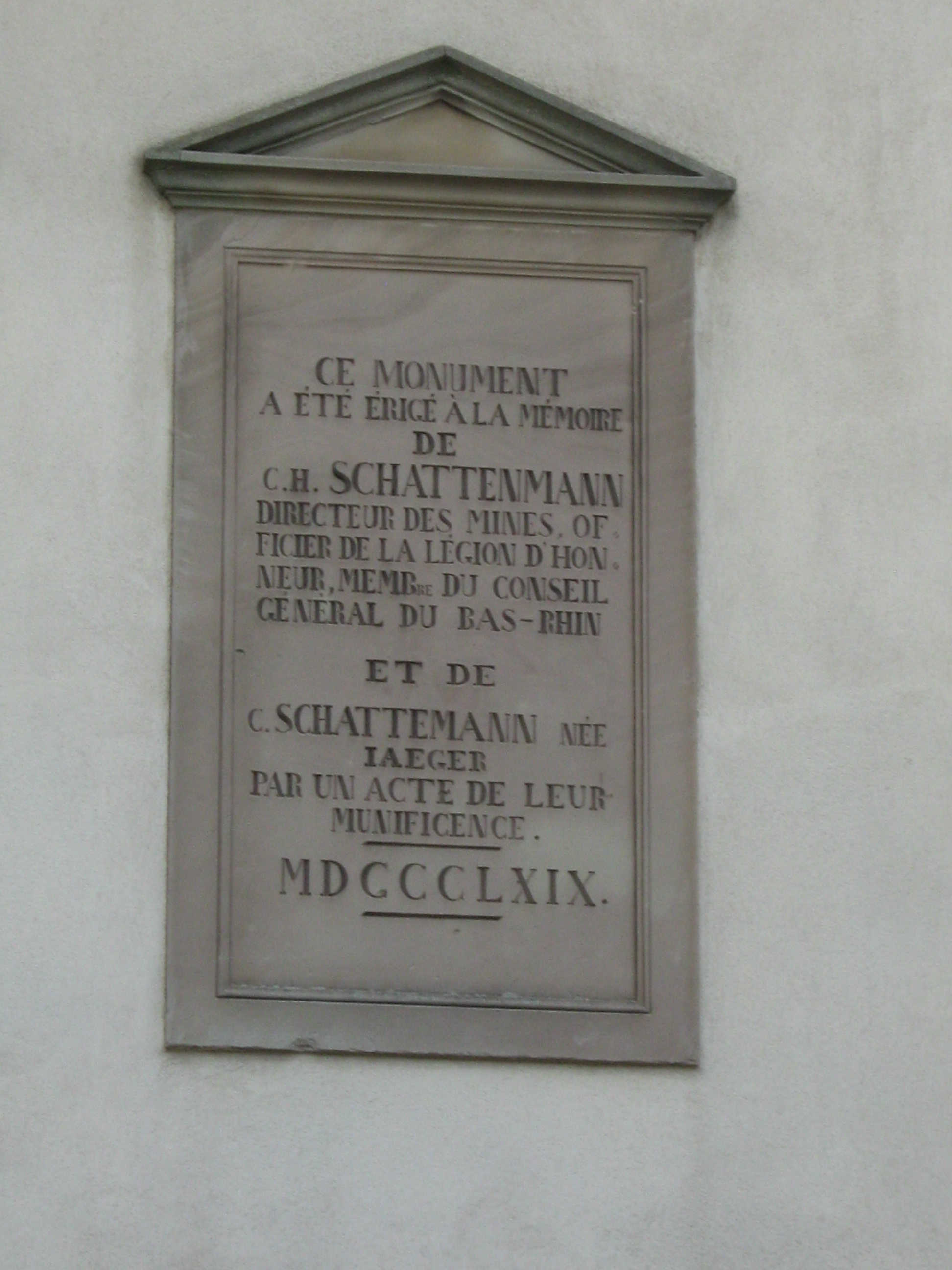
Détail.

## Écrits
- Mémoire sur le rouleau compresseur et sur son emploi pour affermir les empierrements neufs et de réparation des chaussées, Strasbourg 1842.

## Sources
- Les dynasties alsaciennes, de Michel Hau et Nicolas Stosskopf.